# Список умерших в 1078 году

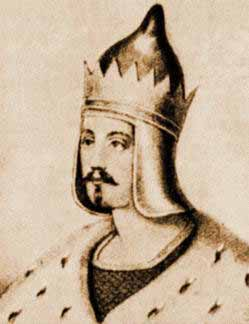
Изяслав Ярославич

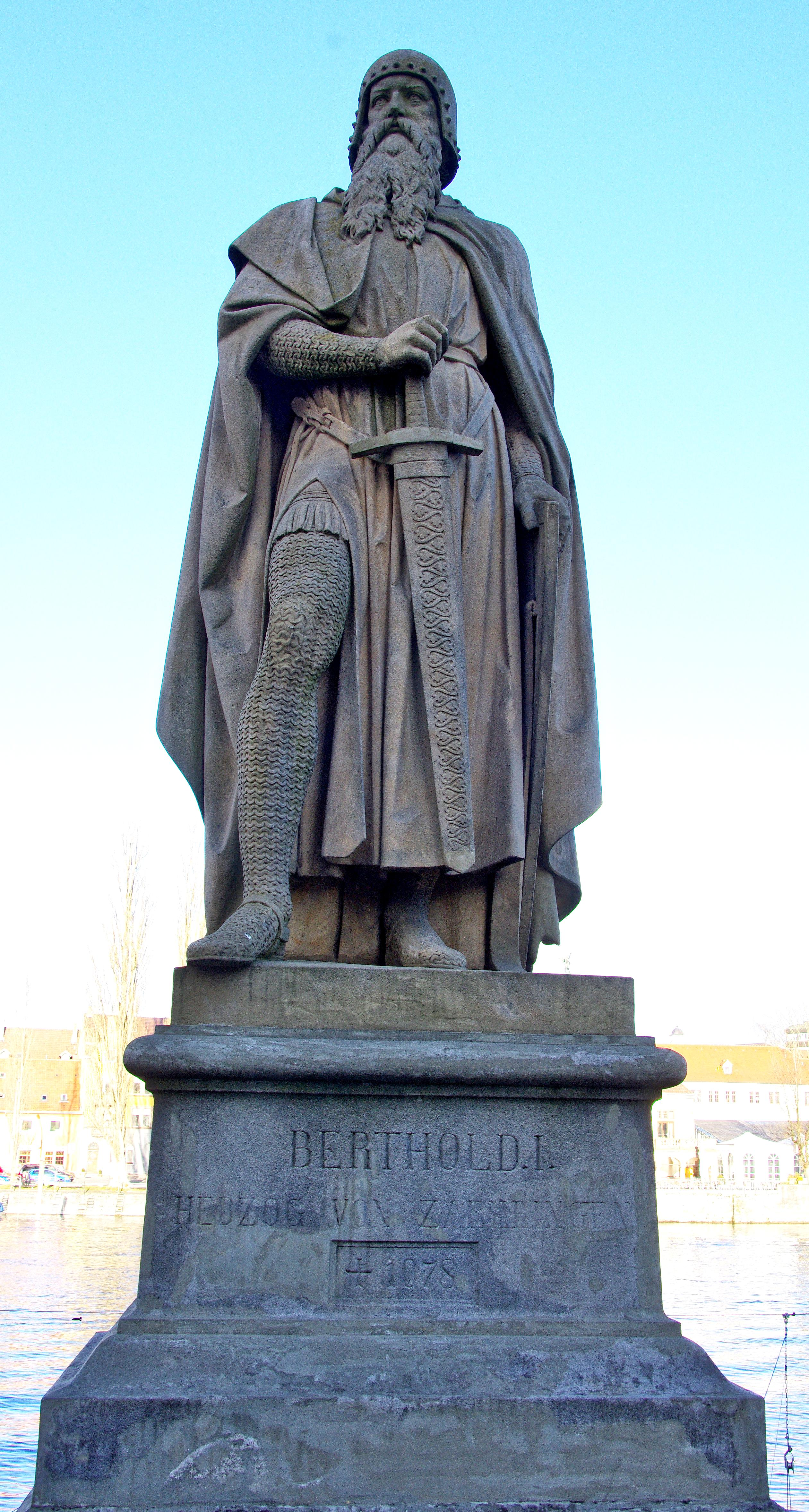
Бертольд I

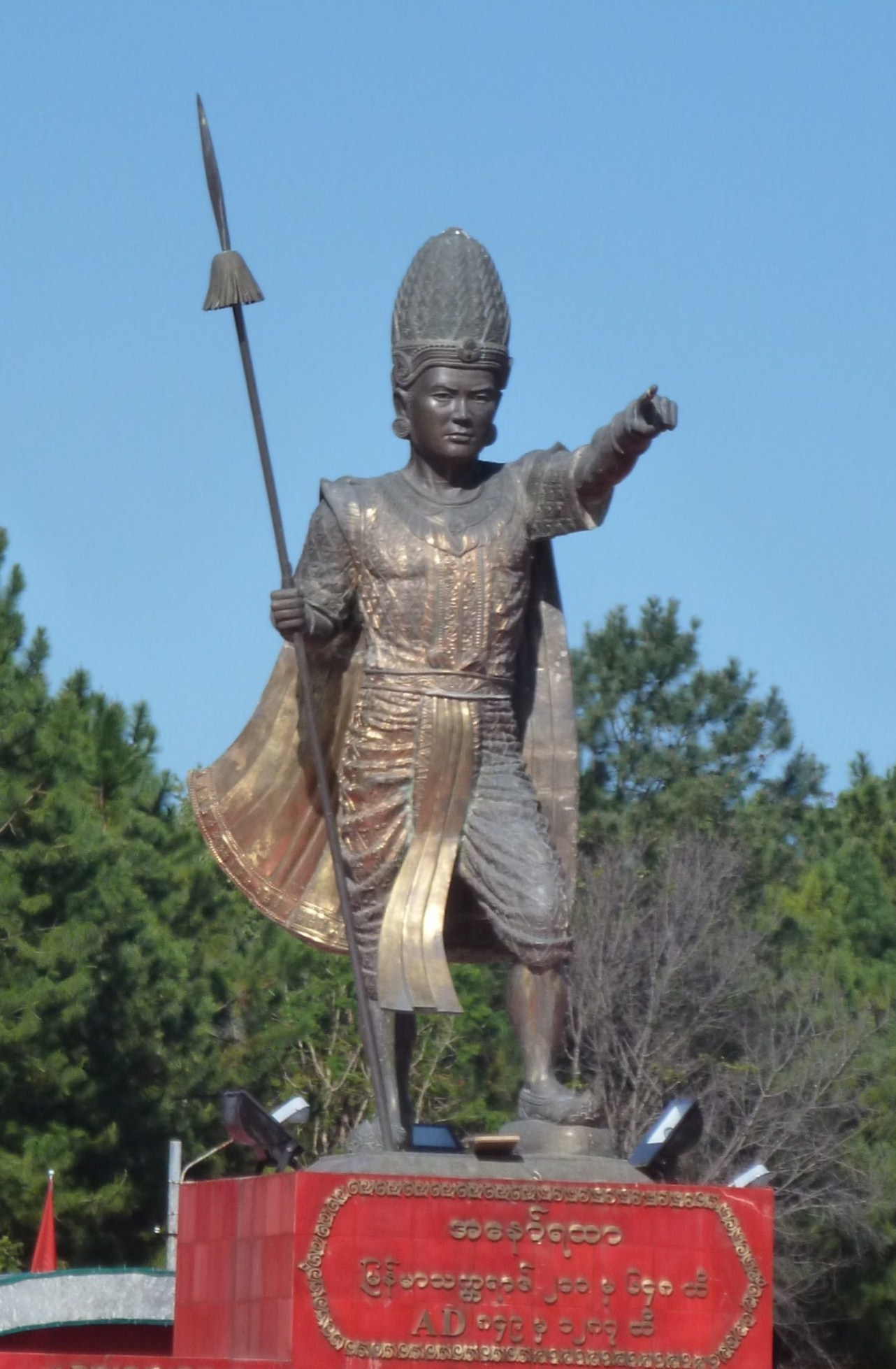
Аноратха

В этой статье представлен список известных людей, умерших в 1078 году.
См. также: Категория:Умершие в 1078 году

## Январь
- 17 января — Эммо — граф Лоона (с 1044/1046).

## Февраль
- 20 февраля — Херман[англ.] — первый епископ Солсбери (1075—1078).

## Май
- 30 мая — Глеб Святославич — князь тмутараканский (1064, 1067—1068), князь Новгородский (1067, 1069—1073, 1077—1078). Убит

## Июнь
- 6 июня — Агнесса Аквитанская — королева Леона и Кастилии, жена Альфонсо VI Храброго.

## Август
- 9 августа — Пьер I — граф Савойи, маркграф Сузы и маркграф Турина с 1060 года.
- 16 августа — Аршамбо III де Бурбон — сеньор де Бурбон (1034—1078).
- 26 августа — Эрлуин Брионский[фр.] — бенедиктинский монах, основатель и первый аббат аббатства Ле-Бек.

## Сентябрь
- 22 сентября — Аршамбо IV де Бурбон — сеньор де Бурбон (1078).

## Октябрь
- 3 октября
  - Борис Вячеславич — князь черниговский (1077), князь тмутараканский (1077—1078). Погиб в битве на Нежатиной Ниве
  - Изяслав Ярославич — князь Туровский (1052—1073, 1077—1078), князь новгородский (1052—1054), Великий князь киевский (1054—1068, 1069—1073, 1077—1078). Погиб в битве на Нежатиной Ниве.

## Ноябрь
- 6 ноября — Бертольд I — герцог Каринтии (1061—1073), маркграф Вероны (1061—1077), основатель династии Церингенов
- 11 ноября — Удо фон Нелленбур[англ.] — архиепископ Трира с 1066 года.

## Дата неизвестна или требует уточнения
- Абд аль-Кахир аль-Джурджани — персидский учёный, арабский грамматист и богослов шафиитского мазхаба.
- Генрих II — граф Лувена и Брюсселя (1062—1078).
- Мансур ибн Кутулмыш — старший сын родоначальника анатолийской ветви династии Сельджукидов Кутулмыша.
- Муайяд фи-д-Дин аш-Ширази — исмаилитский учёный, философ-поэт, проповедник и богослов персидского происхождения.
- Никифорица — византийский евнух, дука Антиохии и фактический правитель Византийской империи во время правления дуки Михаила VII (1071—1078).
- Михаил Пселл — учёный византийский монах, приближённый ко многим императорам; автор исторических и философских трудов, математик.
- Рис ап Оуайн — король Дехейбарта (1072—1078).
- Ричард I — граф Аверсы с 1049 года, князь Капуи с 1058 года.
- Руссель де Байоль — нормандский путешественник, наёмник и военачальник на службе византийского императора Романа IV.
- Тунка Манин[англ.] — последний правитель империи Ганы (1062—1076).
- Феодор — епископ Новгородский.
- Цзэн Гунлян[англ.] — китайский учёный, один из авторов Уцзин цзунъяо